# Alfred Kramarski
Alfred Kramarski (ur. 1 lipca 1880 w Krakowie, zm. 1937 tamże) – polski budowniczy.

## Życiorys
Został ochrzczony jako Julius Alfredus, ale używał tylko drugiego imienia. W latach 1898–1901 uczył się na wydziale budownictwa C.K. Państwowej Szkoły Przemysłowej w Krakowie. Po zakończeniu nauki pracował w latach 1904–1907 w ww. szkole jako asystent do „projektowania budowniczego”. Absolwenci wydziału budownictwa, aby zostać koncesjonowanymi budowniczymi i samodzielnymi przedsiębiorcami musieli odbyć sześcioletnią praktykę, która mogła być skrócona o 2 lata w przypadku ukończenia szkoły technicznej.  Kramarski skorzystał z tej możliwości uzyskując licencję 1 lipca 1908 roku. Jako pełnoprawny budowniczy, został członkiem Stowarzyszenia Budowniczych okręgu Izby Handlowej i Przemysłowej w Krakowie.
Jako asystent Szkoły Przemysłowej złożył projekt w konkursie na kamienicę Czynciela. W 1914 roku gdy został rozstrzygnięty konkurs na zagospodarowanie wylotu ulicy Wolskiej i okolicznych terenów okazało się, że I miejsce zajął projekt Alfreda Kramarskiego, Rajmunda Meusa i Stefana Meyera, ale z powodu wybuchu I wojny światowej nie został zrealizowany.
W latach 1909–1912 działało Przedsiębiorstwo budowlane J. Wilczyński &  A. Kramarski w ramach którego budowniczowie wykonali:

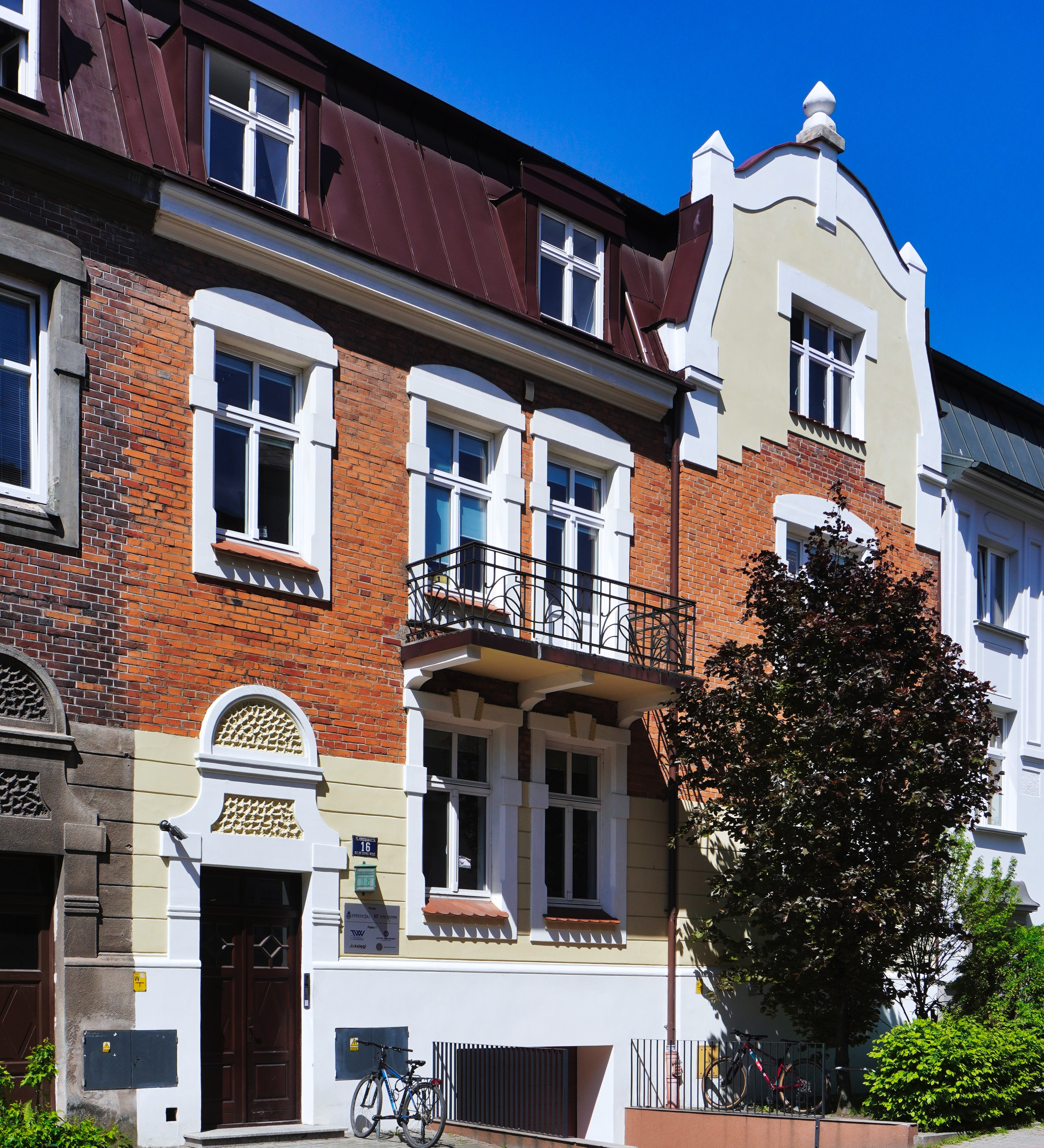
Kamienica przy ulicy Urzędniczej 16

- przebudowę kamienicy przy ulicy Siennej 6 należącej do Zgromadzenia Mansjonarzy przy kościele Najświętszej Marii Panny oraz dobudowę dwupiętrowego domu mieszkalnego przy Placu Mariackim
- projekt dwupiętrowej kamienicy przy ulicy Kalwaryjskiej 5 dla Jakuba Griinberga
- projekt domu dla Adama Oktałowicza przy ulicy Kraszewskiego 8
- w lipcu 1910 roku Towarzystwo Urzędników Budowy Tanich Domów Mieszkalnych zatrudniło ich przy budowie willi na nowo powstającym osiedlu na Salwatorze. Domy powstawały w większości według projektu Romana Bandurskiego, jednak Wilczyński i Kramarski zaprojektowali pięć willi przy ulicy św. Bronisławy 10, 14, 15 i 18 oraz Anczyca 5.
- w latach 1909–1911 roboty murarskie i betonowe w gmachu Muzeum Techniczno-Przemysłowego w Krakowie
- plany dla domów przy ulicy Emaus 3, Senatorskiej 3 oraz Księcia Józefa 117 i plany dodatkowe kamienicy przy ulicy Karmelickiej 9.
- w listopadzie 1911 roku na zlecenia Towarzystwa Urzędników Budowy Tanich Domów Mieszkalnych opracowali plany domów przy obecnej ulicy Urzędniczej 6, 7, 9, 14, 16 i 17.
- w 1912 roku projekty domów przy ulicy Urzędniczej 21 i Senatorskiej 15

Inne projekty:
- Rogatka na Zakrzówku wybudowana w 1919 roku w stylu modernistycznym[2]

Kramarski zmarł w Krakowie w 1937 roku